# Allée Pauline-Léon
L'allée Pauline-Léon est une voie publique du 11e arrondissement de Paris.

## Situation et accès
L'allée est une allée piétonne du terre-plein central du Boulevard Richard-Lenoir, comprise entre les rues rue Pelée/rue Moufle et la rue Saint-Sébastien. L'allée est desservie par la ligne 5 à la station Richard-Lenoir.

## Origine du nom

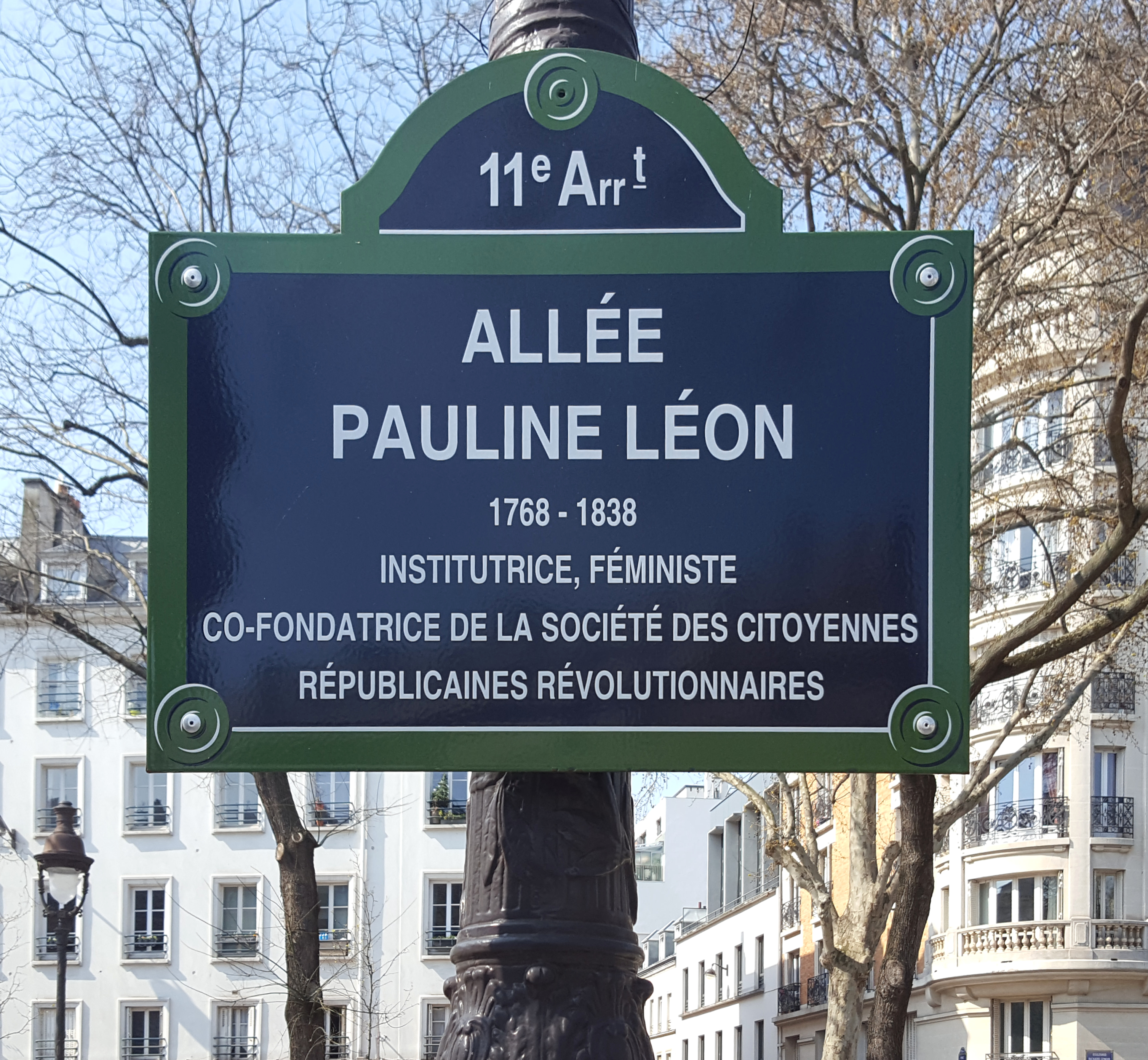
Plaque de l'allée.

Elle porte le nom de révolutionnaire Pauline Léon (1768-1838) qui a participé à la prise de la Bastille.

## Historique
La voie est créée en 2015, par vote du Conseil du 11e arrondissement et du Conseil de Paris. 

## Bâtiments remarquables et lieux de mémoire
- Le Bataclan
- Le boulevard Richard-Lenoir
- La promenade Claire-Lacombe